# Hebreos 11

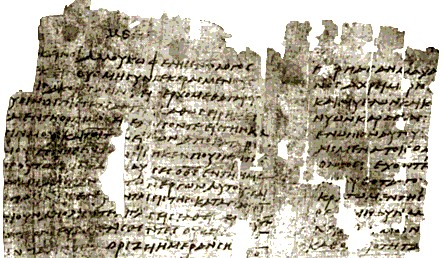
Epístola a los Hebreos 2:14-5:5; 10:8-22; 10:29-11:13; 11:28-12:17 en el Papiro 13 (225-250 d.C.).

Hebreos 11 es el decimoprimer capítulo de la Epístola a los Hebreos del Nuevo Testamento de la Biblia cristiana. El autor es anónimo, aunque la referencia interna a «nuestro hermano Timoteo» (Hebreos 13:23) provoca una atribución tradicional a Pablo, pero esta atribución se discute desde el siglo II y no hay pruebas decisivas de la autoría. Este capítulo contiene la exposición sobre el sacrificio efectivo de Cristo y la exhortación a continuar en fidelidad y expectación.

## Texto
El texto original fue escrito en griego koiné. Este capítulo está dividido en 40 Versículos.

### Testigos textuales
Algunos manuscritos tempranos que contienen el texto de este capítulo son:
- Papiro 46 (175-225; completo)[5]
- Papiro 13 (225-50; existen los versículos 1-13, 28-40)[5]
- Códice Vaticano (325-50)
- Codex Sinaiticus (330-60)
- Codex Alexandrinus (400-40)
- Codex Freerianus (~450; existen los versículos 6-7, 12-15, 22-24, 31-33, 38-40)
- Codex Claromontanus (~550).